# Grand Prix Formule 1 van Spanje 2004
De Grand Prix Formule 1 van Spanje 2004 werd gehouden op 9 mei 2004 op het Circuit de Catalunya in Barcelona.

## Uitslag
| Positie | Nummer | Rijder               | Team               | Ronden | Tijd/Opgave | Startplaats | Punten |
| ------- | ------ | -------------------- | ------------------ | ------ | ----------- | ----------- | ------ |
| 1       | 1      | Michael Schumacher   | Scuderia Ferrari   | 66     | 1:27:32.841 | 1           | 10     |
| 2       | 2      | Rubens Barrichello   | Scuderia Ferrari   | 66     | +13.290     | 5           | 8      |
| 3       | 7      | Jarno Trulli         | Renault            | 66     | +32.294     | 4           | 6      |
| 4       | 8      | Fernando Alonso      | Renault            | 66     | +32.952     | 8           | 5      |
| 5       | 10     | Takuma Sato          | BAR-Honda          | 66     | +42.327     | 3           | 4      |
| 6       | 4      | Ralf Schumacher      | Williams-BMW       | 66     | +1:13.804   | 6           | 3      |
| 7       | 11     | Giancarlo Fisichella | Sauber - Petronas  | 66     | +1:17.108   | 12          | 2      |
| 8       | 9      | Jenson Button        | BAR-Honda          | 65     | +1 Ronde    | 14          | 1      |
| 9       | 12     | Felipe Massa         | Sauber - Petronas  | 65     | +1 Ronde    | 17          |        |
| 10      | 5      | David Coulthard      | McLaren - Mercedes | 65     | +1 Ronde    | 10          |        |
| 11      | 6      | Kimi Räikkönen       | McLaren - Mercedes | 65     | +1 Ronde    | 13          |        |
| 12      | 14     | Mark Webber          | Jaguar Racing      | 65     | +1 Ronde    | 9           |        |
| 13      | 16     | Cristiano da Matta   | Toyota             | 65     | +1 Ronde    | 11          |        |
| Ret     | 19     | Giorgio Pantano      | Jordan-Ford        | 51     | Besturing   | 19          |        |
| Ret     | 3      | Juan Pablo Montoya   | Williams-BMW       | 46     | Remmen      | 2           |        |
| Ret     | 15     | Christian Klien      | Jaguar Racing      | 43     | Gaskleppen  | 16          |        |
| Ret     | 17     | Olivier Panis        | Toyota             | 33     | Hydrauliek  | 7           |        |
| Ret     | 18     | Nick Heidfeld        | Jordan-Ford        | 33     | Hydrauliek  | 15          |        |
| Ret     | 20     | Gianmaria Bruni      | Minardi - Cosworth | 31     | Gespind     | 18          |        |
| Ret     | 21     | Zsolt Baumgartner    | Minardi - Cosworth | 17     | Gespind     | 20          |        |

## Wetenswaardigheden
- Rondeleiders: Jarno Trulli 7 (1-7), Michael Schumacher 51 (8-9; 18-66), Rubens Barrichello 6 (10-17).
- Tijdens de opwarmronde rende een man die zichzelf Jimmy Jump noemt over de startgrid, maar werd snel opgepakt door de veiligheidsdiensten. Hoewel de bolides in de opwarmronde nog niet zo snel reden, werd hij bekritiseerd voor het in gevaar brengen van de levens van de coureurs.
- Michael Schumacher pakte zijn 5de overwinning uit 5 races, waarmee hij het record van Nigel Mansell evenaarde, gezet in de Grand Prix van San Marino 1992.

## Statistieken
| Snelste ronde | Michael Schumacher | Scuderia Ferrari | 1:17.450 |

## Noot
- Michael Schumacher breidde zijn record uit door de Grote Prijs van Spanje voor de zesde keer te winnen (eerdere overwinningen in 1995, 1996, 2001, 2002, en 2003).

1913 · 1923 · 1926 · 1927 · 1933 · 1934 · 1935 · 1951 · 1954 · 1967 · 1968 · 1969 · 1970 · 1971 · 1972 · 1973 · 1974 · 1975 · 1976 · 1977 · 1978 · 1979 · 1980 · 1981 · 1986 · 1987 · 1988 · 1989 · 1990 · 1991 · 1992 · 1993 · 1994 · 1995 · 1996 · 1997 · 1998 · 1999 · 2000 · 2001 · 2002 · 2003 · 2004 · 2005 · 2006 · 2007 · 2008 · 2009 · 2010 · 2011 · 2012 · 2013 · 2014 · 2015 · 2016 · 2017 · 2018 · 2019 · 2020 · 2021 · 2022 · 2023 · 2024 · 2025 · 2026